# Музей стекла и хрусталя
Никольский музей стекла и хрусталя — музей художественного стекла в городе Никольск (Пензенская область).

## История
Музей, расположенный в городе Никольске, до сентября 2005 года являлся неотъемлемой частью завода «Красный гигант», одного из старейших стекольных предприятий России.
В 1789 году владелец села и завода А. И. Бахметев создал специальную кладовую при фабрике, в которую стали откладывать лучшие образцы бахметевской посуды. В 1914 году она упоминается во всех документах как музей. Три поколения Бахметевых и князь Александр Дмитриевич Оболенский собирали образцы изделий своего завода, а также иностранного стекла (богемского, французского, английского, польского).
После национализации и переименования завода в «Красный гигант» в 1923 году музейная коллекция пополнялась стараниями директоров завода. В последние годы музей пополняли за счёт дарственных работ от частных лиц и работ художников по стеклу по окончании симпозиумов, которые проводятся в Никольске с 2006 года.
На протяжении всего времени активно пополнялась заводская коллекция. С 1964 года она стала общедоступной, продолжая оставаться структурной единицей завода «Красный гигант», находясь полностью на его содержании.
Особенностью музейного собрания этого периода стали работы профессиональных художников.
Музей стекла и хрусталя — один из самых посещаемых в Пензенской области. Сегодня в его коллекции около 14 000 экспонатов, является одним из крупнейших собраний стекла в России.
Специально для музея завод «Красный гигант» в 1990 году построил отдельное двухэтажное здание.
1 сентября 2005 года музей Стекла и Хрусталя в городе Никольске стал филиалом Пензенской областной картинной галереи имени К. А. Савицкого.
Собрание Никольского музея стекла и хрусталя — одно из уникальных и крупнейших в стране, оно признаётся искусствоведами как лучшая коллекция стекла в России.